# Chubarovita
La chubarovita és un mineral de la classe dels borats. Rep el nom en honor de Valery Mikhailovich Chubarov (Валерия Михайловича Чубарова) (n. 1948), mineralogista i físic rus.

## Característiques
La chubarovita és un borat de fórmula química KZn₂(BO₃)Cl₂. Va ser aprovada com a espècie vàlida per l'Associació Mineralògica Internacional l'any 2014, sent publicada per primera vegada el 2015. Cristal·litza en el sistema trigonal. La seva duresa a l'escala de Mohs és 2.
L'exemplar que va servir per a determinar l'espècie, el que es coneix com a material tipus, es troba conservat a les col·leccions del Museu Mineralògic Fersmann, de l'Acadèmia de Ciències de Rússia, a Moscú (Rússia), amb el número de registre: 4541/1.

## Formació i jaciments
Va ser descoberta a la fumarola Arsenàtnaia, situada dins el segon con d'escòria de l'avanç nord de la Gran erupció fissural del Tolbàtxik (Krai de Kamtxatka, Rússia), sent trobada també en altres indrets propers dins el mateix volcà.